# Celama cristicostata
Celama cristicostata är en fjärilsart som beskrevs av Rothschild 1916. Celama cristicostata ingår i släktet Celama och familjen trågspinnare. Inga underarter finns listade i Catalogue of Life.